# Ramon de Llupià-Bages
Ramon de Llupià-Bages (Ramon de Llupià, Ramon de Bages) (~1340-1420) fou un cavaller rossellonès, un dels millors capitans catalans del seu temps. Senyor de Bages de Rosselló i de Sant Joan de Pladecorts (Vallespir) era el fill gran i hereu d'Huguet de Llupià-Bages, i germà d'Hug de Llupià-Bages, bisbe de Tortosa i de València.
Al costat de personalitats tan destacades com Bernat de Cabrera, Ramon de Perellós, vescomte de Roda, Pere de Queralt, Galceran de Santa Pau o Ramon Alemany de Cervelló, serví poc a la cort perquè eren un grup que estaven molt ocupats en qüestions de 
govern, militars o diplomàtiques. Però tots ells van tenir una influència decisiva en els grans afers de la Corona d'Aragó.
Era fill de Pere de Llupià, senyor de Bages i del castell de Monistrol del Rosselló.
Se sap que prengué part, vers el 1366, en la Guerra Civil Castellana, al costat dels Trastàmara. El 1374 intervingué en la defensa de Catalunya contra l'infant Jaume IV de Mallorca, el 1385 en la incursió contra les companyies mercenàries acampades a Durban, acompanyant l'infant Joan, del qual era conseller i algutzir, en 1389-90 en la defensa de Catalunya, envaïda per les tropes dels Armanyac, etc. El 1392 acompanyà l'infant Martí, després rei, en l'expedició a Sicília; amb Bernat 
de Cabrera hagué de tenir cura dels afers de govern de l'illa després de la marxa de l'infant, esdevingut rei. Caigué presoner el 1394, però fou alliberat aviat.
El 1397 retornà a Catalunya, prop de Martí l'Humà, del qual fou conseller i camarlenc, però no s'interessà per la vida de la cort. El 1402 tornà a Sicília, amb tropes, per reforçar la posició de Martí el Jove, després de la mort de la reina Maria. Prengué part, el 1403, en les parcialitats entre l'alta noblesa catalanoaragonesa a Sicília, a favor de Bernat IV de Cabrera. Se sap d'un conflicte en el consell de Martí el Jove, el 1403, entre Bernat de Cabrera i Ramon de Bages-Llupià d'una banda i Sancho Ruiz de Liori i Juan Fernández de Heredia de l'altra, que obligà al rei Martí, que era partidari d'un consell força ampli, a reprendre el seu fill Martí el Jove perquè es posava en mans només d'una sola persona.
Detingué els càrrecs de conseller reial i mariscal de Sicília fins cap al 1405; després d'aquesta data retornà a Catalunya. El 1409 participà en l'expedició a Sardenya, i en la batalla de Sanluri. Durant l'interregne es decantà per la candidatura del comte Jaume II d'Urgell. Formà part de la comissió del parlament català que negocià la qüestió successòria amb el parlament aragonès. Quan es produí l'alçament del comte d'Urgell, el 1413, es mantingué fidel al nou rei Ferran d'Antequera, i participà en el setge de Balaguer.
El rei premià la seva adhesió amb la donació del castell de Montmagastre (Noguera), confiscat al comte d'Urgell. Havia augmentat, a més, el seu patrimoni amb el castell de Montclar (Berguedà) i el lloc de La Bastida (Conflent), per donació de Joan I, i amb el feu de Caltavuturo, a Sicília (venut el 1406), per donació de Martí l'Humà. Posseïa també el castell de Montoriol d'Amunt (Conflent) i la castellania del castell de Xàtiva, concedida pel rei Martí.